# Achias kurandanus
Achias kurandanus är en tvåvingeart som beskrevs av Willi Hennig 1940. Achias kurandanus ingår i släktet Achias och familjen bredmunsflugor. Inga underarter finns listade i Catalogue of Life.